# Kitarinsaari
Kitarinsaari är en ö i Finland. Den ligger i sjön Kitarinjärvi och i kommunen Ylöjärvi i den ekonomiska regionen Tammerfors och landskapet Birkaland, i den sydvästra delen av landet, 190 km norr om huvudstaden Helsingfors. Öns area är 1,6 hektar och dess största längd är 170 meter i sydväst-nordöstlig riktning.